# 新居浜LNG
新居浜LNG株式会社（にいはまエルエヌジー）は、愛媛県新居浜市惣開町に本社を置く企業。

## 概要
住友化学愛媛工場内へ新たなLNG基地を建設し、住友化学愛媛工場構内および住友共同電力が新設する天然ガス火力発電所（新居浜北火力発電所）へのガス供給事業を実施することを主目的として設立。東京ガス子会社の東京ガスエンジニアリングソリューションズ・四国電力･住友化学・住友共同電力･四国ガスの5社が出資を行っている。
LNG基地には、地上タンク（23万キロリットル）や外航船用海上バース、LNG気化器など都市ガス製造設備などを備え、LNG基地の総事業費は約400億円。2018年10月に建設工事に着手し、2022年3月に操業開始した。

## 沿革
- 2018年
  - 4月2日 - 「新居浜LNG株式会社」設立。
  - 10月1日 - 新居浜LNG基地の建設着手[3]。
- 2022年3月 - 新居浜LNG基地が竣工。操業開始[4]。